# بشير العظمة
بشير العظمة (1911-1992)، طبيب وسياسي سوري من دمشق، كان وزيراً للصحة في الجمهورية العربية المتحدة ثم رئيساً للحكومة السورية في عهد الرئيس ناظم القدسي من نيسان وحتى أيلول عام 1962.

## البداية
ولَد بشير العظمة في حيّ القيمرية بدمشق وهو سليل آل العظمة الأسرة السياسية العريقة. نسبه الكامل: بشير، بن حسني، بن محمود، بن أمين، بن محمد، بن إسماعيل، بن إبراهيم، بن إسماعيل باشا، بن محمد بك، بن حمدان، بن حسين، بن موسى، بن محمد، بن حسن بك تركمان.
دَرس في مدرسة الملك الظاهر في باب البريد ثم في ثانوية مكتب عنبر، قبل أن يلتحق بكلية الطب في جامعة دمشق ويتخرج منها عام 1934. سافر بعدها إلى باريس وتخصص بالأمراض الصدرية ثم عاد إلى سورية وعَمل مدرساً في جامعة دمشق حتى قيام الوحدة مع مصر عام 1958.

## وزيراً للصحة
عُيّن بشير العظمة وزيراً مركزياً للصحة في الجمهورية العربية المتحدة، ولكنه استقال من منصبه في آب 1960. وفي مذكراته يعترف أنه كان متحمساً للوحدة في بداياتها وأنه شارك في "تزوير الإستفتاء" على الدستور وعلى رئاسة جمال عبد الناصر. وقد حاول الإعتذار عن وزارة الصحة قائلاً للرئيس المصري: "أنا بعيد جداً عم أجواء وممارسات الدوواين والإدارة وأخش الفشل.". كما يُضيف قائلاً: "قضيت شهوراً عدة بل سنتين تقريباً من دون عمل ولا مسؤولية."." 

## رئيساً للحكومة
بعد القضاء على جمهورية الوحدة، شارك بشير العظمة بإصدار بيان إدانة بحق الرئيس عبد الناصر، صدر يوم 2 تشرين الأول 1961. وبارك بالإنقلاب العسكري الذي أطاح بالجمهورية العربية المتحدة على يد مجموعة من ضباط الجيش المحسوبين على كبرى العائلات الدمشقية. وقع إنقلاب عسكري مضاد في أذار 1962، هدد بإعادة فرض الوحدة مع مصر، قاده العقيد عبد الكريم النحلاوي الذي أمر بإعتقال رئيس الجمهورية ناظم القدسي والوزراء كافة. ولكن هذا التمرد اجهض من قبل ضباط الجيش الذين اجتمعوا في مدينة حمص وسط البلاد وقرروا إعادة الحياة النيابية مع تكليف بشير العظمة برئاسة حكومة إنتقالية مؤقتة، خلفاً للدكتور معروف الدواليبي. مرة ثانية حاول العظمة الإعتذار، قائلاً للرئيس القدسي: «ليست لدي إمكانات ولا مؤهلات ولا رغبة في تحمل مسؤوليات في الظروف الشاذة القائمة. لم أمتهن السياسة ولا أعرف السياسيين.» 
ولكنه قبل التكليف بعد إلحاح رئيس الجمهورية وبعض الأصدقاء وشكل حكومته يوم 16 نيسان 1962، لتكون جاهزة لحضور الاستعراض العسكري الذي أقيم في شارع الرئيس شكري القوتلي يوم 17 نيسان، احتفالاً بالعيد السادس عشر لجلاء القوات الفرنسية عن سورية. معظم وزرائة كانوا من المستقلين، غير المحسوبين على أي تيار سياسي، بإستثناء رشاد برمدا من حزب الشعب، الذي سُمّي نائباً لرئيس الحكومة ووزيراً للمعارف، وعبد الله عبد الدائم من حزب البعث، الذي أصبح وزيراً للإعلام. وكان اشتراك حزب البعث في الحكم أحد شروط بشير العظمة لقبول بمنصب رئيس الحكومة. كما جاء باللواء عبد الكريم زهر الدين من الجيش وعينه وزيراً للدفاع وعيّن الأديب عبد السلام العجيلي وزيراً للثقافة والإرشاد القومي.
حاول العظمة بداية تقريب وجهات النظر مع مصر وجاء في بيان حكومته السعي نحو استعادة الوحدة ولكن ضمن شروط جديدة يتم الإتفاق عليها بين دمشق والقاهرة. هذا وقد سمح للصحف والمجلات المصرية بان تدخل إلى سورية وأرسل ثلاث ضباط إلى بيروت للإجتماع مع السفير المصري عبد الحميد غالب، ثم ذهب وزير خارجيته عدنان الأزهري إلى القاهرة للتفاوض مع الرئيس عبد الناصر. وعندما فشلت مساعيه مع القاهرة، قدم شكوى رمسية ضد مصر أمام جامعة الدول العربية، متهماً الرئيس عبد الناصر بالتدخل في شؤون سورية الداخلية. وقد استقال وزير خارجيته عدنان الأزهري من منصبه بعد فشل المفاوضات مع مصر وتم استبداله بالدكتور جمال الفرا. وجهت انتقادات كثيرة لحكومة العظمة، بأنها غير دستورية لأنها جاءت إلى السلطة في ظلّ إنقلاب عسكري وحكمت البلاد من دون دستور أو مجلس نيابي. وقد دعى خالد العظم أعضاء المجلس النيابي القديم والمُنحل إلى اجتماع في داره وطالب بعودة الحكم الدستوري للبلاد وإلى تفعيل السلطة التشريعية المعطلة بموجب إنقلاب آذار 1962.
على اثر ذلك، قدم بشير العظمة استقالة حكومته في منتصف شهر أيلول من العام 1962، ولكنه عاد إلى الحكم مجدداً نائباً لرئيس الحكومة خالد العظم، الذي كلفه بترأس وفد سورية إلى الأمم المتحدة في تشرين الأول 1962.

## نشاطات أخرى
شارك بشير العظمة في تأسيس جمعية مكافحة السل السورية عام 1954 وفي سنة 1961 إنتخب نقيباً للأطباء. كما أسس المجلة الطبية العربية وكان رئيس لتحريرها حتى عام 1976. وفي عام 1991 وضع مذكرات قيمة حملت عنوان «جيل الهزيمة» صدر عن دار رياض نجيب الريّس في لندن.

## الوفاة
توفي بشير العظمة عن عمر ناهز 82 سنة يوم 5 نيسان 1992.